# Toxorhina (Toxorhina) noeliana
Toxorhina (Toxorhina) noeliana is een tweevleugelige uit de familie steltmuggen (Limoniidae). De soort komt voor in het Australaziatisch gebied.